# Суслов Олег Анатолійович
Олег Анатолійович Суслов (* 2 січня 1969, Кадіївка, Луганська область) — колишній радянський та український футболіст, воротар збірної України. Майстер спорту України — з 1992 року.

## Спортивна біографія
Вихованець стахановського футболу. Перші тренери — А. Бєлих та О. Новіков. Випускник луганського спортивного інтернату, де його виховував В. М. Проданець. Закінчивши луганське училище спортивного напрямку, два сезони захищав кольори головної команди області — «Зорі». У 1988 році був призваний для проходження служби в одеський СКА.
Його вдалі виступи в армійському клубі не залишились непоміченими тренерами одеського «Чорноморця». З 1991 до 1997 року він був основним кіпером «моряків» та майже три роки був незмінним воротарем збірної України, що робила свої перші кроки в європейських змаганнях найвищого рівня. Найбільших командних успіхів досягнув саме в одеському «Чорноморці», де став володарем Кубка та неодноразовим призером чемпіонатів України.
У 1997 році відгукнувся на пропозицію австрійського клубу «Зальцбург», де грав всього 2 роки. Були в його кар'єрі ще два австрійських клуби, але той етап кар'єри Олегові не вдався і в 2002 році він завершив активні виступи.

## Титули та досягнення
- Чемпіон Австрії: 1997 року.
- Срібний призер чемпіонату України (2): 1995, 1996 років.
- Бронзовий призер чемпіонату України (2): 1993, 1994 років.
- Володар Кубка України (2): 1992, 1994 років.
- Володар Суперкубка Австрії: 1997 року.
- Переможець чемпіонату СРСР серед команд другої ліги: 1986 рік.
- Футболіст року в чемпіонаті України: 1994.
- Член Клубу Євгена Рудакова: 109 матчів на «0».